# Jiří Leňko
Jiří Leňko (* 29. dubna 1985 Znojmo) je bývalý český fotbalista, který nastupoval nejčastěji jako levý obránce nebo záložník. V letech 2015–2022 byl hráčem rakouského klubu First Vienna FC 1894. V sezoně 2022/23 zde působil jako asistent trenéra u prvního mužstva.

## Hráčská kariéra
S fotbalem začínal v Hrušovanech nad Jevišovkou a v žákovském věku hostoval v Miroslavi. Ve čtrnácti letech přestoupil do Rapidu Vídeň, kde prošel mládežnickými kategoriemi až do mužů. Od roku 2003 hrál za jeho amatérskou rezervu a 25. května 2005 debutoval v A-mužstvu v rakouské Bundeslize. V sezoně 2004/05 si připsal celkem 2 starty v rakouské nejvyšší soutěži a je tak držitelem rakouského titulu.
Na podzim 2005 hostoval ve druholigovém Kapfenbergu a na jaře 2006 odešel na hostování do 1. FC Brno (dobový název Zbrojovky). V Brně nastupoval za druholigovou rezervu. Za A-mužstvo si připsal jeden start v Poháru Českomoravského fotbalového svazu na jaře 2006 proti Slovácku. Jednou se dostal na lavičku A-mužstva v nejvyšší české soutěži, do zápasu však nezasáhl.
Po skončení sezony 2005/06 se vrátil do Rakouska, kde nastupoval v nižších soutěžích za DSG Union Perg (2006/07) a FC Pasching (2007/08). Před začátkem sezony 2008/09 posílil bulharského prvoligového nováčka FK Lokomotiv Mezdra, za nějž však podle dostupných údajů v nejvyšší soutěži nenastoupil. Opět zamířil do Rakouska, kde hrál druhou ligu za SKN St. Pölten (2009/10 a 2010/11) a SV Grödig (2011/12). V ročníku 2012/13 byl hráčem SC Wiener Neustadt, v jehož dresu zaznamenal 16 startů v rakouské Bundeslize. Na podzim 2013 byl bez angažmá a od jara 2014 hrál za třetiligový SC Ritzing (2013/14: 5 startů/2 branky, 2014/15: 25/3). Od sezony 2015/16 do sezony 2021/22 nastupoval za First Vienna FC 1894 (2015/16: 20/3, 2016/17: 21/0, 2017/18: 20/2, 2018/19: 17/4, 2019/20: 14/1, 2020/21: 14/1, 2021/22: 22/0), kde byl i kapitánem mužstva.

### Ligová bilance
| Ročník                | Zápasy | Góly | Minuty | Klub               |
| --------------------- | ------ | ---- | ------ | ------------------ |
| I. rak. liga 2004/05  | 2      | 0    | 134    | SK Rapid Vídeň     |
| II. rak. liga 2005/06 | 12     | 1    | 441    | Kapfenberger SV    |
| II. liga 2005/06      | 12     | 0    | –      | 1. FC Brno „B“     |
| II. rak. liga 2009/10 | 25     | 2    | 1 870  | SKN St. Pölten     |
| II. rak. liga 2010/11 | 23     | 0    | 1 857  | SKN St. Pölten     |
| II. rak. liga 2011/12 | 27     | 0    | 1 933  | SV Grödig          |
| I. rak. liga 2012/13  | 16     | 0    | 1 187  | SC Wiener Neustadt |
| CELKEM I. LIGA        | 18     | 0    | 1 321  |                    |
| CELKEM II. LIGA       | 12     | 0    | –      |                    |
| CELKEM II. LIGA       | 87     | 3    | 6 101  |                    |